# Снежник (Ілірська Бистриця)
Снежник (словен. Snežnik) — поселення в общині Ілірська Бистриця, Регіон Нотрансько-Крашка, Словенія. Висота над рівнем моря: 1242—1745 м.